# صناعة الجنس

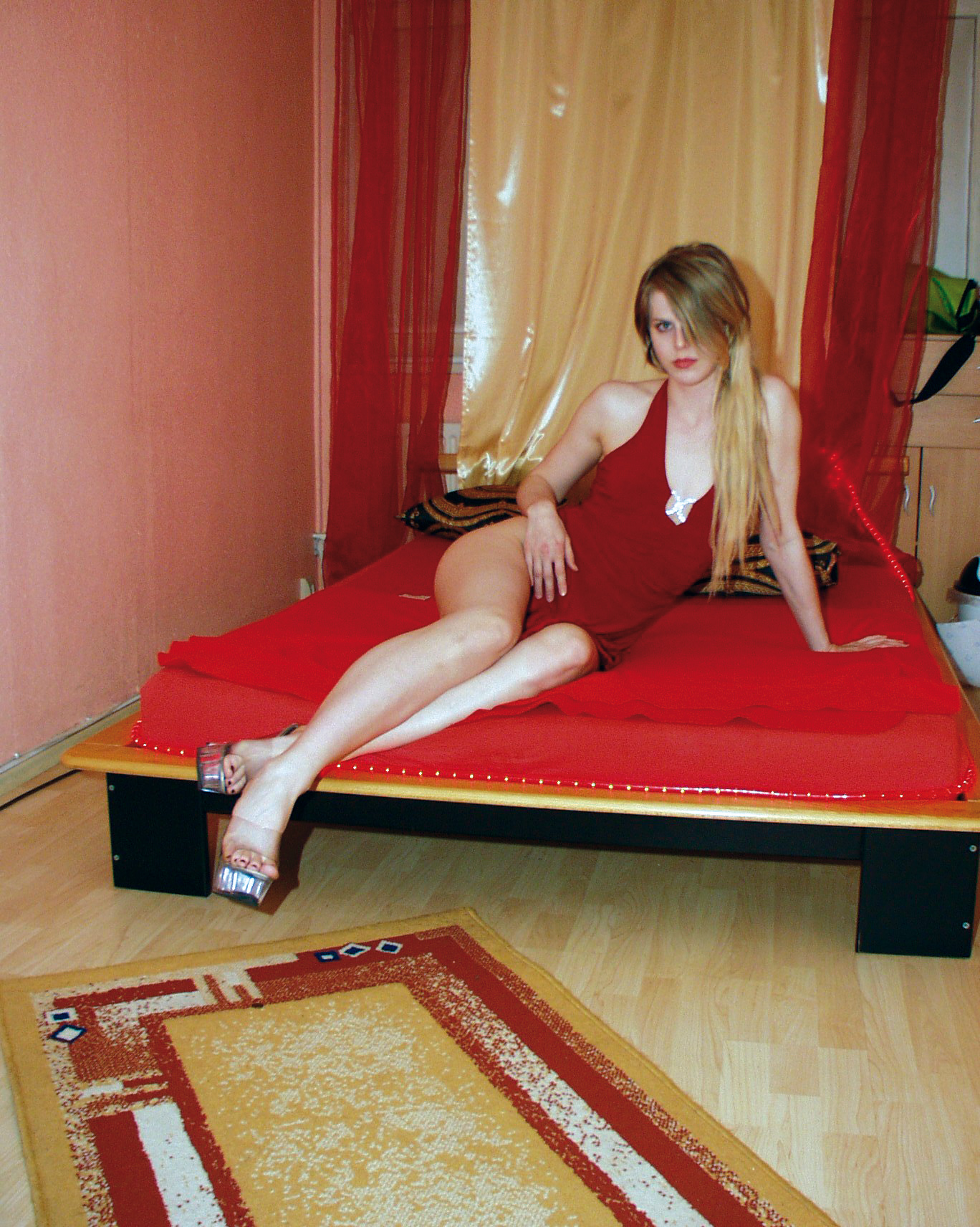
عاهرة في ألمانيا

صناعة الجنس (بالإنجليزية: Sex industry) وتعرف أيضاً باسم تجارة الجنس (بالإنجليزية: Sex trade) هو مصطلحان يطلق على الأعمال التجارية التي تسهل بطريقة مباشرة أو غير مباشرة الحصول على منتجات أو خدمات أو ترفيه تتعلق بالجنس للبالغين.

وذلك يتضمن المنتجات والخدمات الجنسية مثل الدعارة والتسلية ذات صلة بالجنس مثل المواد الإباحية والمجلات الجنسية الموجهة للرجال والأفلام الجنسية والألعاب الجنسية والفيتيشية والبي دي إس إم وأدواتها بالإضافة للقنوات الجنسية على التلفاز والأفلام الجنسية المسبقة الدفع على الطلب جميع تلك الأمور هي جزء من صناعة الجنس بالإضافة لصالات العرض السينمائي المخصصة للبلغين والمتاجر الجنسية ونوادي التعري.